# FC Flora Tallinn
FC Flora, bildad 1990, är en fotbollsförening från Tallinn i Estland. Laget spelar i grönvita matchställ. FC Flora har hemfört estländska mästerskapet i fotboll för herrar vid sju tillfällen: 1993/94, 1994/95, 1997/98, 1998, 2001, 2002, 2003. Vidare har Flora vunnit estländska cupen vid två tillfällen: 1994/1995 och 1998. Hemmaarena är A.Le Coq Arena med 9 300 åskådarplatser. Säsongen 2005 slutade Flora på fjärdeplats i ligan, vilket innebar att de missade medalj för första gången på 12 år.

## Kända spelare
- Ragnar Klavan
- Mart Poom
- Konstantin Vassiljev
- Henri Anier
- Joonas Tamm

## Placering tidigare säsonger
| Säsong  | Nivå | Liga         | Placering | Referens | Notering |
| ------- | ---- | ------------ | --------- | -------- | -------- |
| 1997/98 | 1    | Meistriliiga | 1         | [ 1 ]    |          |
| 1998    | 1    | Meistriliiga | 1         | [ 2 ]    |          |
| 1999    | 1    | Meistriliiga | 3         | [ 3 ]    |          |
| 2000    | 1    | Meistriliiga | 2         | [ 4 ]    |          |
| 2001    | 1    | Meistriliiga | 1         | [ 5 ]    |          |
| 2002    | 1    | Meistriliiga | 1         | [ 6 ]    |          |
| 2003    | 1    | Meistriliiga | 1         | [ 7 ]    |          |
| 2004    | 1    | Meistriliiga | 3         | [ 8 ]    |          |
| 2005    | 1    | Meistriliiga | 4         | [ 9 ]    |          |
| 2006    | 1    | Meistriliiga | 3         | [ 10 ]   |          |
| 2007    | 1    | Meistriliiga | 2         | [ 11 ]   |          |
| 2008    | 1    | Meistriliiga | 2         | [ 12 ]   |          |
| 2009    | 1    | Meistriliiga | 4         | [ 13 ]   |          |
| 2010    | 1    | Meistriliiga | 1         | [ 14 ]   |          |
| 2011    | 1    | Meistriliiga | 1         | [ 15 ]   |          |
| 2012    | 1    | Meistriliiga | 3         | [ 16 ]   |          |
| 2013    | 1    | Meistriliiga | 4         | [ 17 ]   |          |
| 2014    | 1    | Meistriliiga | 3         | [ 18 ]   |          |
| 2015    | 1    | Meistriliiga | 1         | [ 19 ]   |          |
| 2016    | 1    | Meistriliiga | 4         | [ 20 ]   |          |
| 2017    | 1    | Meistriliiga | 1         | [ 21 ]   |          |
| 2018    | 1    | Meistriliiga | 3         | [ 22 ]   |          |
| 2019    | 1    | Meistriliiga | 1         | [ 23 ]   |          |
| 2020    | 1    | Meistriliiga | 1         | [ 24 ]   |          |
| 2021    | 1    | Meistriliiga | 2         | [ 25 ]   |          |
| 2022    | 1    | Meistriliiga | 1         | [ 26 ]   |          |
| 2023    | 1    | Meistriliiga | 1         | [ 27 ]   |          |
| 2024    | 1    | Meistriliiga | 4         | [ 28 ]   |          |